# Journal d'un intellectuel en chômage

Journal d'un intellectuel en chômage est une œuvre de l'écrivain suisse Denis de Rougemont, parue en 1937 d'abord dans la revue Esprit, puis en livre chez Albin Michel.
Fin 1933, les éditions Je sers font faillite. Denis de Rougemont se retrouve au chômage, ou plutôt, « en chômage » : nouvelle aventure existentielle, celle de l'indigence, qui marque le début de son exil intérieur à l'île de Ré puis en Languedoc.
Ce récit de vie illustre des moments de solitude, de déprime et de perte de dignité du chômeur. De Rougemont soulève dans cette œuvre un paradoxe : chômeur, il n'est pas pour autant désœuvré, puisqu'il ne s'arrête pas pour autant de penser.
Au contraire, cette situation l'oblige à se poser des questions nouvelles, à fréquenter les gens du peuple, avec qui il développe tantôt de bons contacts, tantôt des relations plus difficiles. Il peut bientôt, à son grand soulagement, mettre fin à sa situation précaire.
Journal d'un intellectuel en chômage eut « un retentissement européen », souligne Jean-Pierre Meylan dans son ouvrage La Revue de Genève, miroir des lettres européennes. Pierre-Henri Simon estime, dans le journal Le Monde, en mai 1968, qu'il s'agit d'un ouvrage important de l'entre-deux-guerres.